# Antonio Pérez Rioja
Antonio Pérez Rioja (Soria, 1839-Cáceres, 1902) fue un cronista, historiador y escritor español.

## Biografía
Nació en Soria a mediados del siglo XIX. Cronista honorario de Soria e individuo correspondiente de la Real Academia de la Historia, fue autor de varias obras históricas y literarias, así como redactor en Madrid de La Sociedad, crónica semanal de teatros, salones y literatura (1868) y de El Bazar (1874). Falleció en Cáceres el 6 de noviembre de 1902.
Entre sus obras se encuentran títulos como los de Romancero de Numancia (1866), Crónica de la provincia de Soria (1867), Monumentos, personajes y hechos culminantes de la historia soriana (1883) y Los yankees en Cuba: Pro-patria (1897), entre otros.